# Dentinogenesis imperfecta
A dentinogenesis imperfecta egy genetikai betegség, mely a fogak dentinét érinti. Az autoszomális dominánsan öröklődő betegség a fogak kötőszöveti (mesodermalis) eredetű szöveteit érinti csak, tehát a zománcban és a fogágyban nincs elváltozás. A rossz minőségű dentin miatt a fogak elszíneződnek, a zománc könnyen leválik róluk. Gyakorisága: kb. 6000-8000 újszülött közül egy szenved az elváltozásban.

## Osztályozás és tünetek
Három dentinogenesis imperfecta típust különböztetünk meg:
- I. típus – osteogenesis imperfectahoz társulva jelenik meg. Ebben a formában törékeny csontok képződnek.
- II. típus – nincs csontbetegség, csak a dentin érintett
- III. (Brandywine) típus – ez a legsúlyosabb, a fogbél tág és könnyen megnyílik, gyorsan szövődményeket okozva. Ezt a formát először a Maryland állambeli Brandywine lakósai közt írták le.

Úgy a tej-, mind a maradó fogak színe eltér a normálistól: szürkések, sárgás-barnásak. Az amúgy normális szerkezetű és összetételű zománc könnyen letöredezik a rendellenes dentinről. Az így szabaddá vált dentin könnyen kopik és  szuvasodik. Az I-es és II-es típusban a fogbél beszűkül, a kóros dentinlerakódás miatt. Ezzel ellentétben a III-as típusban a pulpa tág, a dentin nagyon vékony. A fogak morfológiája sem normális: a fognyak beszűkül, ezáltal a korona tulipánszerűen kitágul. A gyökerek rövidek, csúcsuk lekerekített.
Szövettani metszeten megfigyelhető a rendellenes dentin: kisszámú, de tág lumennel rendelkező dentincsatornák mellett, a dentinben rendezetlen és el nem meszesedett szerves mátrix szigetek láthatók. A zománc és a dentin nem fogaskerékszerűen illeszkedik egymásba, hanem simán. Ezzel magyarázható a zománc könnyű letöredezése.

## Genetikai háttér
Kutatások szerint a II-es és III-as típust a dentin sialophosphoprotein (DSPP) gén mutációja okozza. A dentin képződése során először fehérjék rakódnak le, ezekbe és ezek körül történik meg a szervetlen anyagok lerakódása. A DSPP gén kódolja a dentinben található fehérjék nagy részét, így ha ez károsodik az egész dentin minősége károsodik.
Egy másik fontos fehérje, ami nemcsak a csontok, hanem a dentin szerkezetében is megtalálható, a kollagén. Így a kollagént kódoló gén (COL1A1, COL1A2) meghibásodása nemcsak osteogenesis imperfectához, hanem dentinogenesis imperfectához is vezet (I-es típus).

## Kezelés
Mivel a fogak könnyen kopnak és szuvasodnak, és az elváltozás esztétikai problémát is okoz, gyakran az egyetlen megoldás mindkét fogsor borítókoronákkal való ellátása.

## Lásd még
- Dentindysplasia
- Amelogenesis imperfecta
- Odontodysplasia regionalis